# Río Arazas
Río Arazas är ett vattendrag i Spanien. Det ligger i provinsen Provincia de Huesca och regionen Aragonien, i den nordöstra delen av landet, 400 km nordost om huvudstaden Madrid.